# Microtargeting
Microtargeting (en español micro focalización) es una metodología vinculada a la mercadotecnia que tiene como objetivo influir en las decisiones de los clientes, consumidores o el público en general. Consiste en la gestión de enormes cantidades de datos, en los cuales se buscan patrones comunes mediante criterios de selección que consideran inclinaciones, intereses, preocupaciones, situación socioeconómica, nivel educacional, franja etaria, etc. con el objeto de crear segmentaciones del conjunto total. Las personas de cada uno de estos subconjuntos serán las destinatarias de mensajes diseñados a su medida, con un alto grado de personalización, logrando así un incremento en el impacto y la respuesta esperada. La eficacia de la técnica es directamente proporcional a la precisión lograda en el conocimiento de las características individuales de las personas a quienes se dirige.
La metodología se incorporó a las prácticas de difusión de las campañas políticas hacia la primera década del siglo XXI.

## Antecedentes
En 2008, Michal Kosinski y David Stillwell, entonces estudiantes de doctorado en el Centro de Psicometría de la Universidad de Cambridge desarrollaron una pequeña aplicación para Facebook llamada MyPersonality, que a partir de una breve serie de preguntas basadas en las categorías de la psicometría conocidas como modelo de los cinco grandes (extroversión, apertura mental, responsabilidad, afabilidad y neuroticismo) y la correlación de las respuestas con otros datos personales genéricos sumados a los "me gusta" en sus participaciones en la red social, lograban describir con un alto grado de precisión el perfil de personalidad de cada uno de los encuestados.
Un estudio posterior realizado sobre un universo de más de 80000 voluntarios, reveló que, —aplicados los algoritmos adecuados—, un sistema informático que analizara solamente 10 "me gusta" podía predecir la personalidad de un individuo con más exactitud que un compañero de trabajo. A medida que aumentaba el número de "me gusta" analizados, aumentaba la precisión del sistema informático, llegando incluso a superar la precisión de las personas del círculo más íntimo.
A fines de 2016 se dio a conocer un nuevo conjunto que incorporaba los valores y las necesidades a las cinco categorías iniciales. El modelo desarrollado por IBM contempla 47 dimensiones, con lo cual resulta mucho más poderoso en la formulación de predicciones acerca de las características personales del perfil analizado.

## Gestión de los datos
En la actualidad, un número creciente de acciones personales cotidianas son susceptibles de quedar registradas en cualquiera de los múltiples reservorios existentes. Las transacciones con tarjetas de crédito; las creaciones de cuentas de usuario gratuitas en portales web; las aplicaciones, listas de contactos o correos electrónicos, entre otras posibilidades que brindan los teléfonos inteligentes; el GPS presente en los dispositivos móviles; además de todas las participaciones en las redes sociales y las simples búsquedas de información, son algunas de las fuentes que permiten de recolección masiva de datos.
Estos datos vinculados a las acciones o el quehacer cotidiano se articulan con los datos más estáticos propios de la información personal, tales como el número de identificación personal, la fecha y lugar de nacimiento, la filiación, la nacionalidad, el sexo, el estado civil, la historia clínica, el nivel de estudios alcanzado, la pertenencia a asociaciones deportivas o políticas, etc.
Mediante metodologías relacionadas con la minería de datos, los conjuntos de datos de las personas se procesan con la aplicación de algoritmos complejos. Como resultado, se obtienen descripciones precisas de características de personalidad y predicciones sobre comportamiento y decisiones.
El paso siguiente es el diseño de mensajes personalizados, que se crean con base en las características individuales de cada receptor, de modo que «cada ciudadano recibe la información más relevante».

## Aplicación en mercadotecnia
Las técnicas tradicionales de marketing se enfocan al producto y apuntan a un mercado indiferenciado, con mensajes genéricos transmitidos mediante canales tradicionales, como radio o televisión. El cambio de paradigma focaliza al cliente/usuario y busca establecer una conexión empatica a partir de la puesta en primer plano de emociones, valores, tradiciones, etc. 

En ese contexto, las técnicas de microtargeting hacen posible que cada cliente o usuario potencial reciba un mensaje publicitario específico, que fue seleccionado automáticamente dentro de una lista de distintos mensajes posibles, con un criterio de selección que se basa en las características personales, deseos y posibilidades del destinatario.

## Aplicación en la comunicación política
Las campañas de difusión de consignas y programas políticos incorporaron en cada época los sucesivos avances tecnológicos y los hallazgos de las disciplinas vinculadas a la comunicación. Una vez verificada la eficacia de las distintas técnicas de marketing asociado a productos y servicios, esos conocimientos se volcaron a las campañas políticas, dando origen a la disciplina conocida como marketing político.
Marc Preusche, especialista en mercadotecnia estratégica, señala, a modo de ejemplo:

... sería muy interesante mostrar a la gente qué representa el partido. A alguien quien se interesa mucho por la economía (un empresario, por ejemplo) le muestras cómo es el diputado de los Liberales (FDP, partido político de Alemania) y lo que hace por las empresas. A alguien que se interesa más por lo social le haces llegar mensajes sobre qué hace la CDU (partido político de Alemania) para el ambiente social. Así uno se puede informar sobre el partido y las visiones de los diferentes diputados.

La campaña que llevó a la presidencia a Barack Obama en 2008 utilizó las redes sociales como medio principal para la transmisión de sus mensajes.  En su transcurso, se utilizó YouTube, sin costo, para emitir vídeos cuyas reproducciones sumaron 14.5 millones de horas, con la ventaja adicional respecto de los anuncios por televisión, de que resultaban más amigables para los destinatarios ya que no interrumpían la programación habitual.

Según Rahaf Harfoush, experta en comunicación en línea y autora del libro "Yes we did" (Sí lo hicimos), Obama logró 3.2 millones de "amigos" en Facebook, más de 1 millón de usuarios de Myspace y 137 000 seguidores en Twitter, además de reunir las direcciones de correo electrónico de 13 millones de personas simpatizantes de Obama y potenciales replicadores de sus mensajes. 

Durante la campaña de 2012 que llevaría a su reelección, Obama consolidó esta estrategia utilizando las posibilidades de la gestión masiva de macrodatos, entre ellos la geolocalización, para luego, mediante técnicas de microtargeting retener a sus simpatizantes y lograr nuevos votantes, apuntando especialmente a persuadir a los indecisos mediante mensajes enfocados a sus problemáticas individuales.
El partido político español Ciudadanos informó en un comunicado que habían utilizado con gran éxito las técnicas del microtargeting en su campaña previa a las elecciones de 2012.
Las mismas estrategias fueron utilizadas años después en las elecciones de España de 2016. El vencedor de las elecciones fue el Partido Popular, que contrató a la misma empresa que había trabajado en la campaña de 2012 de Obama.
En los meses anteriores a la campaña presidencial de Donald Trump de 2016, diversas encuestas describieron las características del perfil de sus seguidores o simpatizantes: hombres blancos, solteros, con bajo nivel educativo y mayoritariamente conservadores. La empresa Cambridge Analytica, especialista en gestión de macrodatos y comunicación estratégica fue parte fundamental de este proceso. 
 
Los mayores esfuerzos de la campaña se orientaron hacia Facebook, donde cada día se emitieron 50 000 variantes diferentes de anuncios, utilizando la ventaja competitiva que brinda el algoritmo de la red social, que selecciona los avisos según las características del destinatario. Muchos de estos anuncios estaban diseñados de modo de apelar directamente al plano emocional e irreflexivo de los lectores.
La metodología inicialmente ensayada por Michal Kosinski y luego ampliada y mejorada por la empresa Cambridge Analytica, resultó determinante en el resultado del referéndum británico (Brexit) que definiría la salida del Reino Unido de la Unión Europea.

## Controversias
Las críticas y controversias en relación con la aplicación de esta estrategia incluyen observaciones de tipo ético o vinculadas a los derechos de las personas.
El filósofo británico A. C. Grayling advirtió sobre los riesgos que operan sobre el sistema democrático a partir del uso de las potentes herramientas vinculadas a la gestión de macrodatos y microfocalización. En relación con el referéndum británico y las elecciones presidenciales de Estados Unidos señaló:

Lo que llevó todo a esta crisis fue el uso de técnicas muy poderosas en internet, técnicas de análisis de big data (recolección y análisis de grandes volúmenes de datos) que potencian y convierten en un arma los argumentos de la propaganda política. Y lo hacen de una manera encubierta. Hay mucha manipulación, muchos gastos ocultos, muchos mensajes que influyen en la opinión pública en modos que la opinión pública no puede apreciar. Anthony C. Grayling

En el plano de los derechos individuales, algunos observadores advierten sobre el potencial de estas estrategias para manipular a las personas imponiendo, con mayor o menor eficacia, opiniones o aún valores, mediante los mismos mecanismos que se impone una marca comercial sobre otra.
Desde otro ángulo Jamie Condliffe, editor del MIT Technology Review, señala que no existe certeza basada en evidencia sólida que demuestre que las estrategias de microtargeting, macrodatos e inteligencia artificial hayan sido decisivas en las decisiones de los votantes que han cambiado el escenario político en los últimos años.